# Sirajganj Sadar
Sirajganj Sadar (en bengali : সিরাজগঞ্জ সদর) est une upazila du Bangladesh dans le district de Sirajganj. En 1991, on y dénombrait 389 160 habitants.